# 모토로라 드로이드 터보
모토로라 드로이드 터보(Motorola Droid Turbo)은 모토로라 모빌리티에서 제조/판매하는 안드로이드 스마트폰이다.

## 변종 기기

### 모토 맥스
모토로라 모빌리티는 뒷면 '드로이드'로고를 지운 모토로라 모토 맥스(영어: Motorola Moto Maxx XT1360)를 출시했다. 드로이드의 명칭이 미국 통신사인 버라이즌 와이어리스에 귀속되어 있으므로 명칭을 변경하여 출시하였다.

## 같이 보기
- 구글